# Adam Ivanoci
Adam Ivanoci (madžarsko Ivanóczy Ádám), slovenski katoliški duhovnik, * 1756, Ivanovci, † 27. februar 1824, Beltinci.
Bil je dekan okolice Dolnje Lendave v Slovenski okroglini (danes Prekmurje in Porabje), sodnik županijske table Zalske županije na Ogrskem.

## Življenje
Rodil se je v Železni županiji v nižji plemiški družini in v Kančevcih hodil v osnovno šolo. Verjetno mu je tamkajšnji kančevski župnik Mikloš Küzmič tudi pomagal pri študiju. Ivanoci je teologijo študiral v Gradcu in Gjuru (Győr). Posvečen je bil leta 1781. Kaplanoval je v Murski Soboti med 1782 in 1784, župnikoval v Pertoči med 1784 (ali 1785?) in 1788, naposled pa v Beltincih do smrti.
Govoril je tudi hrvaščino (verjetno kajkavščino), madžarščino, nemščino in svoj materni jezik prekmurščino. V Beltincih je ustanovil mašno fundacijo: 440 forintov za siromake, 210 forintov za svete maše.
Ivanoci je bil vzgojitelj Jožefa Košiča, ki je pri Ivanociju preživjal poletja.